# Elephantomyia (Elephantomyia) edwardsi
Elephantomyia (Elephantomyia) edwardsi is een tweevleugelige uit de familie steltmuggen (Limoniidae). De soort komt voor in het Palearctisch gebied.